# Andir Muchang
Andir Muchang (kinesiska: 安迪尔牧场) är en bondby i Kina. Den ligger i den autonoma regionen Xinjiang, i den nordvästra delen av landet, omkring 730 kilometer sydväst om regionhuvudstaden Ürümqi. Antalet invånare är 2 165. Befolkningen består av 1 036 kvinnor och 1 129 män. Barn under 15 år utgör 19,0 %, vuxna 15-64 år 76 %, och äldre över 65 år 4,0 %.
Trakten runt Andir Muchang är nära nog obefolkad, med mindre än två invånare per kvadratkilometer. Det finns inga andra samhällen i närheten. Trakten runt Andir Muchang är ofruktbar med lite eller ingen växtlighet.
Genomsnittlig årsnederbörd är 33 millimeter. Den regnigaste månaden är juni, med i genomsnitt 11 mm nederbörd, och den torraste är april, med 1 mm nederbörd.